# سیارک ۱۰۴۴۶
سیارک ۱۰۴۴۶ (به انگلیسی: 10446 Siegbahn، نامگذاری:3006T-3) ده هزار و چهارصد و چهل و ششمین سیارک کشف شده‌است که در ۱۶ اکتبر ۱۹۷۷ کشف شد.
قدر مطلق سیارک برابر ۱۳٫۹۰ است.